# Ердберг (Беч)
Ердберг је дио Беча који се налази у његовом 3. округу, округу Ландштрасе.

## Историја
Ердберг се убраја у једно од најстаријих насеља на простору Беча. Први пут документовано је поменут у 12. вијеку као Ертпурх "Ertpurch". Тако се и изводи данашње име, Erpurch, Erdburg, Erdberg. Име потиче од једног одбрамбеног кружног зида, саграђеног највјероватније у раном средњем вијеку. Зид се налазио у предјелу данашње Ердберг улице (Erdbergerstraße), Трга кардинала Нагела (Kardinal-Nagl-Platz), Хајнбургер улице (Hainburger Straße) и Шлахтхаус улице (Schlachthausgasse). Погрешно је вјеровање да је име Ердберг настало ради јагоде (Erdbeere), која се налази на грбу овога дијела Беча.
Прву важнију улогу Ердберг је одиграо 1192. године, када је Ричард Лавље Срце овдје заробљен на свом повратку из трећег крсташког рата. Касније, за Ердберг, као једно аграрно и земљорадничко насеље, од посебног је значаја било досељавање великог броја доњењемачких пољопривредника, који су на данашњем подручју Ердберга саградили сеоце под називом Нотендорф (Nottendorf). Село Нотендорф је за вријеме прве турске опсаде Беча, 1529. године, потпуно уништено, и од тада није више обнављано.
Кроз вјекове Ердберг је постојао као кнежевски посјед. Године 1810, коначно је припојен Бечком магистрату. Карактеристичан за Ердберг био је узгој поврћа, који је све више потискивао виноградарство. Ердберг је увијек имао важну улогу у снабдијевању Беча. Са својих 5000 становника, појединачним занатским погонима и фабрикама, Ердберг је очувао свој карактер све до половине 19. вијека. До промјене је дошло тек када се, са још два бечка предграђа, Вајсгербером и Ландштрасеом утопио у бечки округ Ландштрасе.